# Ralos
Die RALOS New Energies AG war ein börsennotiertes Unternehmen mit Sitz in Griesheim im Landkreis Darmstadt-Dieburg in Hessen.

## Unternehmensprofil
Die RALOS New Energies AG war eine deutsche Unternehmensgruppe der Photovoltaikbranche. Mit den beiden wichtigsten Konzernunternehmen Ralos Solar GmbH (kleine und mittlere Anlagen in Deutschland) und Ralos Projects GmbH (mittlere und Großanlagen in Deutschland und weltweit) plante, baute und betrieb die Firma Photovoltaikkraftwerke. Des Weiteren war das Unternehmen Fachgroßhändler für Photovoltaikanlagen, Solarmodule und Zubehör. Mit Tochter- oder Vertriebsgesellschaften in Italien, Spanien, Großbritannien, Kanada, Dubai und Frankreich, die vornehmlich über die Ralos Projects GmbH gehalten wurden, war die Ralos Gruppe auch international vertreten.
Am 29. Februar 2012 stellte die RALOS New Energies AG wegen drohender Zahlungsunfähigkeit Insolvenzantrag beim Amtsgericht Darmstadt. Von dem Insolvenzantrag sind auch die Tochtergesellschaften RALOS Projects GmbH und RALOS Solar GmbH betroffen.

## Geschichte
Gegründet wurde das Unternehmen für Beratungs- und Ingenieurdienstleistungen im Bereich Umweltmanagement unter dem Namen BGI im Jahre 1990 durch Stephan zu Höne und Dietmar Klußmann in Oldenburg. Im Jahre 1991 trat Joachim Altpeter in das Unternehmen ein, der Firmensitz wurde nach Kassel verlegt. Sechs Jahre später, im Jahr 1997, erfolgte der Börsengang und im Jahr 2007 schließlich die Fusion mit der Easy Nature GmbH sowie Umbenennung in BGI EcoTech AG. Die einhergehende Neuausrichtung auf regenerative Energien mit Schwerpunkt auf Solartechnologien förderte die Übernahme der Ralos-Gruppe im Jahr 2008, woraufhin eine erneute Umbenennung der Unternehmensgruppe in Ralos New Energies AG im Jahr 2010 folgte.
Sitz der Unternehmensgruppe war Griesheim, weitere deutsche Niederlassungen befanden sich in Aschaffenburg, Darmstadt, Michelstadt und Oberndorf am Neckar.

### Börsennotierung
Die Insolvenzaktie der Ralos New Energies AG war bis zum 27. Oktober 2014 im Freiverkehr der Stuttgart notiert.

## Projekte
- 2005 wurde mit Hilfe der Ralos Solar GmbH die (damals) größte Photovoltaik-Dachflächenanlage der Welt[6] in Betrieb genommen. Die Photovoltaikanlage hat eine Anschlussleistung von 5 Megawatt und kann pro Jahr in etwa 4,5 Mio. kWh Strom erzeugen. Mit einer Größe von ca. 45.000 m² entspricht der Aufbau in etwa der Fläche von acht Fußballfeldern.

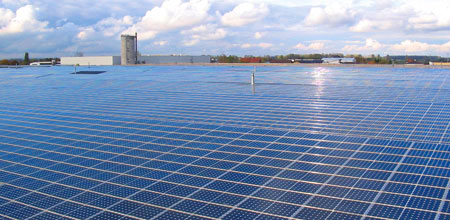
Blick über die weltgrößte Dachphotovoltaikanlage (5 MW) auf dem Dach der Fiege-Spedition – ehemals TTS

- Im April 2009 wurde die „Erste Solartankstelle“ in Frankfurt eröffnet. Das installierte Solardach der Verkehrsinsel hätte auch auf jedem sonnenbeschienenen Einfamilienhaus Platz. Die 18 Module könnten einen sparsamen Haushalt komplett mit CO2-freiem Strom versorgen.[7]

- Im Mai 2009 wurde die wohl längste Photovoltaikanlage der Welt[8][9], auf der Einhausung der A3 bei Aschaffenburg, fertiggestellt. Mit einer Länge von 2,7 Kilometer, 16.000 Solarmodulen und einer Leistung von 2800 kWp kann der Jahresstrombedarf von rund 600 Haushalten umweltfreundlich gedeckt werden.

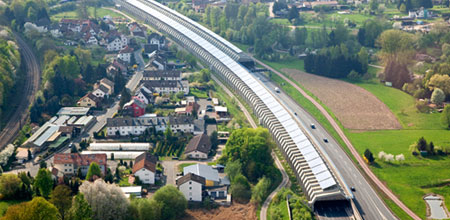
Blick über die wohl längste Photovoltaikanlage der Welt auf der Einhausung der A3 bei Aschaffenburg

- Im Dezember 2010 hat das Unternehmen planmäßig ein weiteres Großprojekt „Tronia“ mit 5,2 MW in Sizilien dem Kunden zur Abnahme übergeben.[10]

- Im September 2011 hat die RALOS New Energies wie geplant ein weiteres Großprojekt in Italien pünktlich ans Netz gebracht. Die Anlage hat eine Nennleistung von 0,7 MWp und befindet sich im Sizilianischen Ort Mirto.[11]